# أحمد جمال زيادة
أحمد جمال زيادة هو كاتب ومصور صحفي وباحث حقوقي مصري؛ اشتهرَ بعدَ مشاركته في ثورة يناير التي أطاحت بالرئيس السابق حسني مبارك والذي حكمَ دولة مصر لأزيد من ثلاث عقود. جمال هو عضو في نقابة الصحفيين ويُشارك بشكل دوري من خلال مقالاته السردية والتحليلية في عديد المواقع بما في ذلك مدونات الجزيرة وموقع إضاءات ومواقع أخرى.

## المسيرة المهنيّة
برزّ اسمُ جمال عام 2011 خلال أحداث الثورة المصريّة حيثُ عمل على تغطيتها كما كتبَ عديد المقالات بخصوص ما جرى ويجري في مصر بصفة عامّة. زادت شهرته عام 2013 بعدما وثّق الاشتباكات داخل جامعة الأزهر بين قوات الأمن من جهة وبين الطلاب والطالبات من جهة ثانيّة.
سافر إلى تونس في وقتٍ ما لمواصلة دراسته للصحافة ومكث هناك حتى بداية عام 2019 حينما عاد لمصر من أجل إكمال انتسابه لنقابة الصحفيين على أملِ العودة مُجددًا لتونس لكنّه اعتُقل بتهمة نشر أخبار كاذبة ولم يُطلق سراحه بعد بالرغمِ من مرور أكثر من شهر على اعتقاله.

## الاعتقال
اعتُقلَ أحمد جمال زيادة لأوّل مرة يوم 28 ديسمبر/كانون الأول 2013 أثناء تغطيته للاشتباكات التي دارت بجامعة الأزهر ثم تنقّل بين عدد من سجون مصر وقضى حوالي 500 يوم بالحبس الاحتياطي بعدما وجهت له النيابة 12 تهمة من بينها الانتماء لجماعة الإخوان المسلمين، الاعتداء على ضابط، خرق قانون التظاهر، التجمهر، إتلاف وحرق ممتلكات عامة وخاصة وغيرها من التهم قبل أن تُقرر محكمة جنايات القاهرة إطلاق صراحه لبطلان كلّ تلك التهم.
اعتُقل للمرة الثانية في 29 يناير/كانون الثاني من عام 2019 في مطار القاهرة الدولي وذلكَ بعد عودته من تونس التي سافر لها لمدة نصف عام من أجل التعمّق في دراسة الصحافة. ظلّ جمال مختفيًا قسريًا لمدة 15 يومًا قبل أن تُعلن قوات الأمن المصريّة عن احتجاز زيادة في أحد أقسامها في العاصمة المصريّة القاهرة وذلك بتهمة «نشر أخبار كاذبة على مواقع التواصل الاجتماعي» دون تقديمِ مزيدٍ منَ التوضيحات.
أخُلى سبيل أحمد جمال زيادة في الثانى من مارس 2019 بكفالة مالية 10 آلاف جنيه 